# بلشون الليل أسود التاج
بلشون الليل أسود التاج أو بلشون الليل (الاسم العلمي: Nycticorax nycticorax) (بالإنجليزية: Black-crowned night heron)‏ ) هو طائر من جنس البلشونيات، ضخم الجثة يتميز بشكل جسمه المقوس واللون الرمادي والتاج الأسود على رأسه وأعلى ظهره.
يقطن المواقع ذات الغطاء النباتي الكثيف في البرك والمستنقعات على مصبات الأودية، كما يتواجد في بيئات الأودية ومياه الصرف الصحي. يتغذى في وقت الغروب على الأسماك والرخويات.

## معرض الصور
|  |  |

|  |

## وصلات خارجية
- Image of juvenile
- Cornell Lab of Ornithology - Black-crowned Night-Heron Information